# Pyrausta obtusanalis
Pyrausta obtusanalis là một loài bướm đêm trong họ Crambidae.